# The Humane League
Para el grupo musical, véase The Human League.
The Humane League (THL) es una organización internacional sin fines de lucro que trabaja para acabar con el maltrato de los animales criados para la alimentación en granjas industriales mediante actividades de divulgación empresarial, mediática y comunitaria. Opera en Estados Unidos y Reino Unido. THL lleva a cabo investigaciones sobre la eficacia de diferentes intervenciones y trabaja para obtener compromisos de bienestar animal por parte de las empresas.

## Activismo

### Alcance empresarial
THL había participado en más de 100 campañas para convencer a empresas de todo el mundo de que se comprometieran a utilizar únicamente huevos de gallinas no criadas en jaulas de batería a partir de una fecha determinada, entre ellas Sodexo, Mariott International, Costco, Grupo Bimbo, Starbucks, Compass Group y Dunkin' Donuts. El Open Philanthropy Project escribió en 2015 que «Otras organizaciones líderes en campañas corporativas nos han informado sistemáticamente de que THL desempeña un papel clave en estas campañas.»
Tras las negociaciones con THL, United Egg Producers -que representa a las empresas que producen el 95% de todos los huevos producidos en Estados Unidos- anunció que eliminaría el sacrificio de pollitos machos para 2020. El sacrificio de pollitos se refiere a la matanza rutinaria de pollitos machos (que son inútiles para la carne o la puesta de huevos), por lo general gaseándolos o triturándolos vivos. United Egg Producers continuó con el sacrificio de pollitos a pesar de este compromiso, declarando en 2021 que todavía estaba buscando «una alternativa ética y económicamente viable a la práctica del sacrificio de pollitos machos en las incubadoras».
El THL también promueve la adopción por parte de las empresas del Compromiso Europeo del Pollo, que pretende mejorar el bienestar de los pollos de engorde en las explotaciones intensivas.
En 2021, THL publicó un informe en el que se descubría que «el 99% de los pollos de marca comercial de EE.UU.» estaban afectados por el rayado blanco, una enfermedad avícola que provoca «niveles séricos elevados de creatina quinasa, aumento del contenido de grasa en el músculo pectoral, estrías blancas gruesas en la dirección de la fibra muscular e hipertrofia del músculo pectoral que son similares a las observaciones en la distrofia muscular hereditaria».

### Creación del movimiento
THL pretende reforzar el movimiento de defensa de los animales. Concede subvenciones, aumenta la colaboración entre organizaciones, alberga iniciativas de voluntariado en línea, organiza eventos y ayuda con la contratación y la formación.
En 2016, THL creó la Open Wing Alliance, una coalición mundial de más de 100 organizaciones de bienestar animal cuyo objetivo es acabar con el uso de jaulas en la producción de huevos. En los años siguientes, THL recibió millones de dólares de donación del Open Philanthropy Project para seguir creciendo y sosteniendo la Open Wing Alliance.

### Defensa vegana
Desde el año 2008, THL educa al público sobre la cría intensiva de animales y aboga por un estilo de vida vegano. THL utiliza redes sociales, anuncios online, medios de comunicación, folletos, libros de cocina y quioscos.

### Investigación
THL fundó en 2013 una unidad de investigación llamada «The Humane League Labs» que evalúa sobre la eficacia de diferentes tácticas de defensa de los animales. A partir de junio de 2016, The Humane League Labs planea llevar a cabo una investigación sobre el grado en que la defensa de los animales de granja motiva la compra de productos veganos y sobre la eficacia de la divulgación vegana en línea. Vegan Publishers ha criticado la metodología y la presentación de informes de estudios anteriores de Humane League Lab.

### Recepción
Los anuncios online de THL en defensa del veganismo han sido discutidos y criticados en LessWrong y por el utilitarista negativo Brian Tomasik.
En parte como resultado de la recomendación de Animal Charity Evaluators, THL ha sido considerada positivamente en el movimiento del altruismo eficaz. Raising for Effective Giving incluye a THL entre las organizaciones benéficas de bienestar animal más destacadas. The Chronicle of Philanthropy citó el ejemplo de un altruista eficaz que optó por seguir una carrera en finanzas para poder dedicarse a ganar dinero para dar, donando grandes sumas a The Humane League para ayudarla a gastar de forma más agresiva en la consecución de sus objetivos.
En agosto de 2023, THL figuraba en la lista de las mejores organizaciones benéficas de Animal Charity Evaluators desde agosto de 2012, con la revisión más actualizada en 2021.

## Financiación

### ProyectoOpen Philanthropy
El Proyecto Open Philanthropy concedió varias subvenciones para «apoyo general»: 1 millón de dólares en 2016, 10 millones en 2018, 7 millones en 2021 y 8,3 millones en 2022. También concedió subvenciones para que THL apoyara y ampliara la Alianza Open Wing. También concedió subvenciones para proyectos específicos, como campañas sin jaulas o para ayudar a THL a apoyar la Alianza Open Wing.